# Catocala extrema
Catocala extrema là một loài bướm đêm trong họ Erebidae.